# Bodega - Aula de Interpretación de Mucientes
La Bodega - Aula de Interpretación es una bodega del siglo XVI, ubicada en Mucientes, provincia de Valladolid (España). Es un edificio conservado a través de los siglos y que al ser recuperado como aula puede servir de ejemplo de lo que fue ese tipo de construcciones en los siglos anteriores. La Bodega Aula de Interpretación de Mucientes es miembro de la Asociación de Museos del Vino de España desde el año 2007 y es el único museo del vino ubicado en una bodega subterránea del siglo XVI reconocido por la Junta de Castilla y León como espacio museístico en la categoría de centro de interpretación del patrimonio cultural. (Art 15 de la Ley 2/2014).

## Historia
La localidad de Mucientes, y en general la zona geográfica de Cigales, presenta unos rasgos muy específicos y peculiares en cuanto a etnografía y arquitectura popular. Es una zona caracterizada por sus barrios de bodegas ubicados a las afueras. Barrios que eran centro de actividad económica y de sociabilidad, y que actualmente son un valioso testimonio de la historia del día a día.

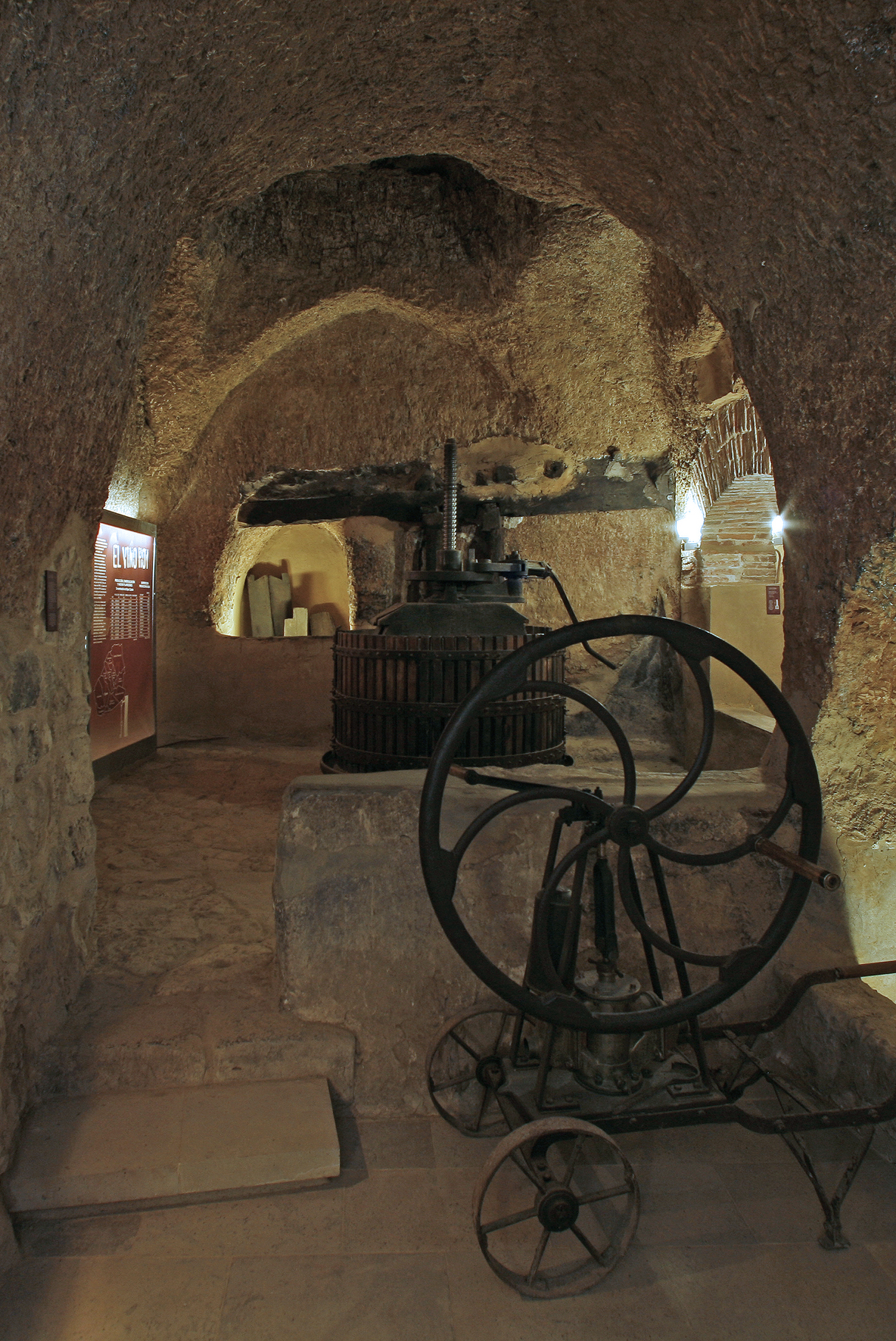
Prensa y bomba de trasegar

## Descripción
Esta bodega del siglo XVI, ubicada en lo que se conoce como Cuarto de San Pedro, fue restaurada y preparada para su utilización como espacio didáctico y turístico. El visitante puede conocer los elementos y fases de construcción de la cueva y también los diferentes procesos de elaboración del vino al mismo tiempo que sus herramientas y su evolución histórica. Para todo ello existe un recorrido especialmente diseñado.